# ブレデ・ハンゲラン
ブレデ・ハンゲラン（Brede Paulsen Hangeland, 1981年6月20日 - ）は、アメリカ合衆国テキサス州ヒューストン出身の元ノルウェー代表サッカー選手。ポジションは、センターバック。

## 経歴

### クラブ

#### バイキング
ノルウェーの石油会社勤務のため両親がアメリカ合衆国のヒューストンに2年滞在していた際に生まれたハンゲランは、その後帰国しノルウェーのスタヴァンゲルで育った。2001年シーズンに地元のFK VidarからバイキングFKに移籍するとデビューシーズンながらポジションを掴み、ブリンFKとのノルウェー・フットボールカップ決勝戦では守備的ミッドフィルダーとして3-0の勝利に貢献した。最後の滞在となった2005年には主将に就任。退団するまでに公式戦合計で187試合に出場した。

#### コペンハーゲン
2006年1月16日にデンマーク1部のFCコペンハーゲンと契約したハンゲランは、デンマーク人の主将ミカエル・グラフゴーア（en）と共に強固な守備を形成し、高身長による空中戦の強さも相まって、コンビは"コペンハーゲンの空軍"と相手クラブから恐れられていた。UEFAチャンピオンズリーグ 2006-07のグループリーグでの活躍から、その能力が広く知れ渡るようになり、欧州中の幾多ものクラブから関心を寄せられるようになった。コペンハーゲンでの滞在で2度のリーグ戦と1度のロイヤルリーグのタイトルを獲得。リーグ戦での出場は63試合3得点、公式戦全て含めると100試合に出場した。

#### フラム

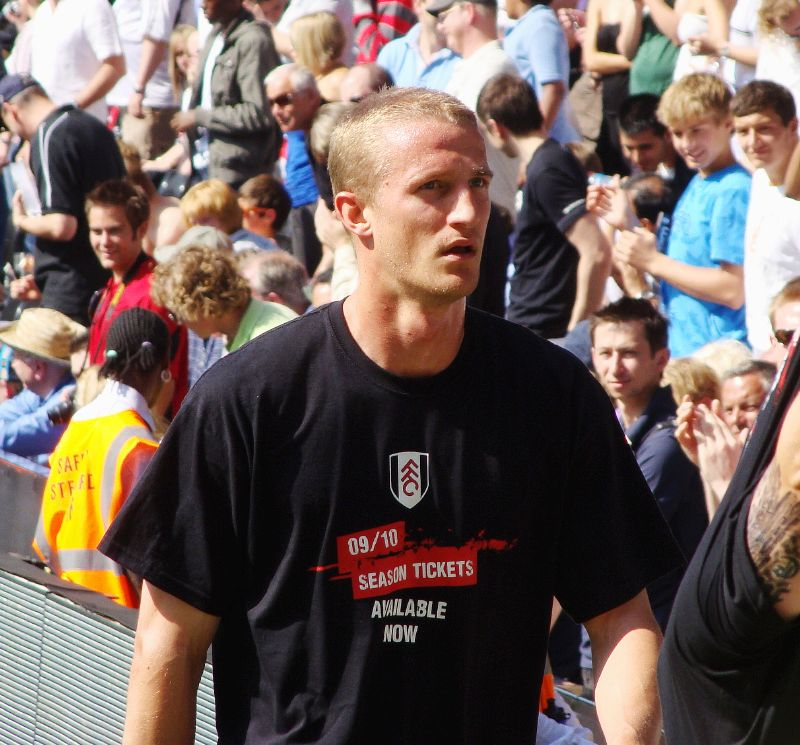
フラムでのハンゲラン

2007年夏ニューカッスル・ユナイテッドFC、リヴァプールFC、アストン・ヴィラFC、マンチェスター・シティFCといったイングランド1部のクラブへの噂が紙面を賑わせていた。これに対し、コペンハーゲンでプレイする喜びから噂を否定していたが、最終的に2008年1月18日にフラムFCと契約。バイキング時代の同僚でFWのエリック・ネフランとロイ・ホジソン監督と再会することとなった。
1月29日にリーボック・スタジアムでのボルトン・ワンダラーズFC戦で初出場を飾ると、試合後にSky Sportsによる同試合の最優秀選手に選出されるほどの活躍を見せた。その後も安定した活躍を見せていたことからファンの人気を獲得し、アーロン・ヒューズと共にコンビを組み2007-08シーズンの残留成功に一役買った。
2008-09シーズンも引き続き、ホジソン監督の下でヒューズと共に守備の要としてプレイし、GKマーク・シュワルツァーを含めたトライアングルの鉄壁な守備網を築き上げ、リーグ戦7位の躍進の立役者としてUEFAヨーロッパリーグ出場権に貢献。また、2008年8月23日のアーセナルFC戦（1-0勝利）で初得点にして決勝点を記録した。その活躍から、2009年の移籍市場でアーセナルが関心を寄せていると度々報じられたが、最終的に残留を決意して新シーズンに臨み、11月27日にはクラブと契約を2013年夏まで延長した。UEFAヨーロッパリーグ 2009-10の舞台でも堅守を披露しつつ、10月22日のASローマ戦で移籍後通算2得点目を記録。同大会では、最終的に優勝を果たせなかったものの、決勝の地までチームを導くことに貢献した。
2010-11シーズンには、2011年5月15日のバーミンガム・シティFC戦（2-0勝利）で2得点を挙げる等、センターバックながらリーグ戦で6得点を記録する高い得点力を見せつけ、チーム内でクリント・デンプシーに次ぐ得点源だった。
2013年3月29日に契約を2年＋1年のオプション付きで2015年まで延長した。
2014年6月3日、フラムの2部降格に伴い契約解除、その際に「メール一本で知らされた」とクラブとフェリックス・マガトを非難した。

#### クリスタル・パレス
2014年8月1日、クリスタル・パレスFCに1年契約で加入した。

### 代表
ノルウェーU-21代表で12試合に出場後、2002年11月12日のオーストリア戦（1-0勝利）で守備的ミッドフィルダーとしてノルウェーA代表初出場を飾った。オーゲ・ハレイデ（en）監督の下、UEFA EURO 2008予選後にヴォレレンガ・フォトバルで選手兼任監督となったマルティン・アンドレセン（en）から主将の座を引き継いだ。通算出場62試合目となった2010年9月3日のUEFA EURO 2012予選アイスランド戦で初得点を記録した。
2014年8月19日、代表引退を表明した。

## タイトル

### クラブ
バイキングFK
- ノルウェー・フットボールカップ：2001

FCコペンハーゲン
- デンマーク・スーペルリーガ：2005-06, 2006-07
- ロイヤルリーグ：2005-06